# Muonio (rivière)
Pour l’article homonyme, voir Muonio.
La Muonio, en suédois Muonio älv, en finnois Muonionjoki, est une rivière de Laponie, affluent du fleuve Torne et marquant la frontière entre la Finlande et la Suède.

## Géographie
De 387 km de long, la rivière prend sa source avec la réunion des rivières Könkämäeno et Lätäseno sur la commune d'Enontekiö avant de se diriger vers le sud, de contourner Muonio, le plus grand village bordant la rivière, et de se jeter dans le fleuve Torne après un parcours de 230 kilomètres et un dénivelé de 205 mètres. Depuis 1809 et le traité de Fredrikshamn, la rivière Muonio, de même que la rivière Könkämäeno et le fleuve Torne, sert de frontière entre la Suède et la Finlande (entre la Suède et l'Empire russe à la signature du traité).
Son débit moyen est de 171 m3/s.